# Hiobs Brüder
Hiobs Brüder ist ein historischer Roman der deutschen Schriftstellerin Rebecca Gablé. Er erschien erstmals im Oktober 2009 im Ehrenwirth Verlag.

## Inhalt
Die Handlung beginnt im Februar 1147 und endet im Dezember 1154. Historischer Hintergrund ist die Spätphase des englischen Bürgerkriegs, der seit 1135 herrschte und 1154 endete. Der Roman ist in drei Teile untergliedert. Der Titel nimmt Bezug auf die biblische Figur Hiob und dessen Schicksal. Obwohl der Roman aus der Sicht zweier Protagonisten – Simon de Clare und Losian bzw. Alan of Helmsby – erzählt wird, so steht doch eher die Suche und am Ende auch das Wiederfinden der Identität und Vergangenheit Losians im Vordergrund und macht diesen damit zur Hauptperson.

### Erster Teil: Losian
Der junge Simon de Clare leidet an Fallsucht. Von den Mönchen des St.-Pankras-Klosters wird er deswegen für besessen erklärt und in eine heruntergekommene Festung auf der entlegenen Isle of Whitholm vor der Küste Yorkshires verbannt. In der Festung sind 17 weitere Männer und Knaben eingepfercht, die als verrückt, krank oder behindert gelten: Der adelige Reginald de Warenne (Regy) hat zahlreiche Jungen bestialisch ermordet, King Edmund hält sich für den wiedererstandenen Märtyrerkönig und der Bauer Luke glaubt, eine lebende Schlange in seinem Bauch zu haben. Andere Bewohner sind die siamesischen Zwillinge Godric und Wulfric, Oswald, der mit dem Down-Syndrom lebt, und schließlich Losian (Ü: verloren sein), heimlicher Anführer der Gruppe, der sein Gedächtnis verloren hat. Nach einer Sturmflut mit Wassereinbruch gelingt diesen acht Gefangenen die Flucht von der Insel. Sie machen sich auf den Weg nach Gilham, wo die Zwillinge Land besitzen. Dieses wurde jedoch während ihrer Abwesenheit neu verteilt. Weiter zieht die Gruppe im März 1147 nach Woodknoll im Süden Englands zum Besitz Simon de Clares, der inzwischen von einer umherziehenden Bande eingenommen wurde. Auf Vorschlag King Edmunds begeben sich die Männer nach East Anglia und streifen in den Fens umher, bevor sie im April 1147 nach Norwich kommen. Der entkräftete Oswald bricht auf der Straße zusammen und wird vom jüdischen Arzt Josua ben Isaac in dessen Wohnung versorgt. Seit der vermeintlichen Ermordung des William von Norwich ist die jüdische Gemeinde in Norwich zunehmend Anfeindungen ausgesetzt. Die gesamte Gruppe um Losian findet in Josua ben Isaacs Wohnung unweit der Burg Unterschlupf und Losian versucht mit Josua ben Isaacs Hilfe, sein Gedächtnis wiederzuerlangen. Als Losian eine zarte Liebesbeziehung mit Josua ben Isaacs Tochter Miriam beginnt, wirft deren Vater die Gruppe noch im April hinaus. 
Die Gruppe durchstreift die Wälder nach Nahrung und trifft hier auf den 14-jährigen Henry Plantagenet, der seine Soldaten im Wald verloren hat und nun herumirrt. Er ist der älteste Sohn der eigentlichen Königin Englands, Kaiserin Maud, die jedoch ihre Macht nach einem Verrat der englischen Lords an König Stephan verloren hat und nun seit Jahren Krieg um die Krone führt. Zusammen mit der Gruppe gelangt Henry nach Helmsby, wo Losian als wiedergekehrter Burgherr begrüßt wird: Er heißt in Wirklichkeit Alan of Helmsby und ist einer der besten Soldaten im Dienst Kaiserin Mauds. Er selbst ist das uneheliche Kind des Kronprinzen William Ætheling, der am Tag von Alans Geburt beim Untergang des White Ship starb. Alans Mutter verstarb bei der Geburt. Alan erfährt auch, dass er verheiratet ist.

### Zweiter Teil: Alan
Alan lernt seinen Cousin Haimon kennen, der rachsüchtig auf Alans Besitz in Helmsby spekuliert. Alan trennt sich von seiner Frau Susanna, nachdem er sie beim Liebesspiel mit Henry Plantagenet erwischt hat. Sie wirft ihm vor, dass er eine uneheliche kleine Tochter hat, die in einem seiner Dörfer lebt. Alan verlässt Helmsby und begibt sich zu Josua ben Isaac, der ihm helfen soll, sein Gedächtnis wiederzuerlangen.
Alan geht auf Anraten Josua ben Isaacs nach Bristol. Hier sieht er, wie Soldaten ein kleines Mädchen vergewaltigen wollen, und tötet die Männer. Nun kehrt sein Gedächtnis wieder: Vor drei Jahren jagte er den grausamen Geoffrey de Mandeville und wollte einem von Mandevilles Männern bedrängten Mädchen helfen. Dieses starb vor seinen Augen, und er wurde niedergestreckt, was einen Schock mit Gedächtnisverlust auslöste. Er erkennt schnell, dass er nicht mehr der Alan von damals ist – er ist weniger oberflächlich und kampfbesessen und gleichzeitig nach seinen Erlebnissen der letzten drei Jahre toleranter. Er geht im August 1147 nach Norwich und kann Josua ben Isaac überzeugen, ihm Miriam zur Frau zu geben. Wegen der Heirat mit einer jüdischen Frau wird Alan kurz darauf von Heinrich von Blois exkommuniziert.
Sein Cousin Haimon erhält wegen Alans Exkommunikation dessen Güter. Kurz bevor Alan Helmsby verlassen muss, gelingt es jedoch Simon, Godric und Wulfric, Haimon zu Regy zu sperren. Regy war bereits kurz nach der Ankunft der Gruppe wegen seiner Gefährlichkeit im Turm der Burg angekettet worden. Sie entlocken Haimon so sein tiefstes Geheimnis: Haimon hatte Alan damals nach dem Tod des Mädchens halb wahnsinnig angetroffen und zu den Mönchen des St.-Pankras-Klosters verschleppt, wo er ihn als Irren ausgab und so für seine mehrjährige Verbannung sorgte. Haimon verliert daher seinen Anspruch auf Alans Güter. Da das Geständnis nur durch Regys Einsatz möglich war, erfüllt Alan ihm seinen sehnlichsten Wunsch und köpft ihn.
Im Juli 1147 begeben sich Simon und die Zwillinge nach Frankreich, wo sie sich Henrys Männern anschließen und von ihnen im Kampf unterwiesen werden.

### Dritter Teil: Simon
Im März 1152 ist Simon zum wichtigsten Berater Henrys aufgestiegen. Er initiiert wesentlich die Heirat von Henry mit Aliénor von Aquitanien. Obwohl die Bischöfe sich weigern, König Stephans Sohn Eustache de Boulogne vorzeitig zum König von England zu krönen, muss Henry Plantagenet handeln, da die Engländer sich zunehmend von ihm im Stich gelassen fühlen. Zentrum der Auseinandersetzungen von König Stephans Leuten und Henrys Befürwortern ist Wallingford, dessen Burg bereits seit fast einem Jahr von König Stephans Männern belagert wird. Simon und die Zwillinge gehen im September 1152 nach Wallingford und Simon gelingt es, über einen Geheimweg in die Burg zu gelangen. Dort verliebt er sich in scheinbar aussichtsloser Situation in die Kommandantin Philippa of Wallingford, Tochter des kürzlich verstorbenen Brian FitzCount; sie haben nur eine Liebesnacht. In den folgenden Tagen versorgen Simon und die Zwillinge die Burgbewohner mit Nahrungsmitteln, bevor alle drei gefangen genommen werden und in die Hände des blutrünstigen Eustache de Boulogne fallen, in dessen Gesellschaft sich auch Haimon befindet. Kurz bevor der Besuch König Stephans bei seinem Sohn Eustache Simon und den Zwillingen das Leben rettet, gelingt es Simon, Haimon zu töten. 
Die misshandelten Zwillinge erholen sich bei Josua ben Isaac und gehen anschließend mit Simon zu Henry Plantagenet, der im Januar 1153 mit seinem Heer an der Küste von Dorset landet. Alan schließt sich Henry an und im Laufe des Krieges unterwerfen sich immer mehr englische Lords Henry, der im Juli nach Wallingford kommt und die Burg befreit. Simon erfährt, dass Philippa of Wallingford gerade seine Tochter zur Welt gebracht hat. In Wallingford treffen schließlich die Heere König Stephans und Henry Plantagenets aufeinander. Da beide Heere gleich groß sind, verzichtet der kriegsmüde Stephan auf einen Kampf und ergibt sich. Alans Exkommunikation wird aufgehoben und Simon heiratet Philippa. Im Dezember 1154 wird Henry zum neuen König von England gekrönt. Henry ernennt Alan zum Sheriff von Norwich, der in dieser Funktion die Lage der jüdischen Gemeinde Norwichs wesentlich verbessern kann.

## Besonderheiten
Im Gegensatz zu den vorhergehenden Werken Gablés, die auf Realismus aufgebaut sind, kommt in diesem Roman eine mystische Dimension hinzu: Am Ende des Romans, in der Handlung im Dezember 1154, begeben sich Alan, Oswald, Simon und die Zwillinge Godric und Wulfric nach Bury St. Edmunds, wo sie sich heimlich den Leichnam des Märtyrerkönigs Edmund ansehen. Ihnen fällt auf, dass der Leichnam ein Jagdmesser am Gürtel trägt, das auch King Edmund bei sich hatte, als er die Gruppe verließ, was sie verwirrt.
Es wird zwar weder bestätigt noch verneint, dass es sich bei King Edmund und dem Märtyrerkönig um dieselbe Person handelt, doch wird es, nicht zuletzt auch durch die Unsicherheit und Uneinigkeit der Anwesenden, als Möglichkeit offengelassen.
Zudem spielen die ersten beiden Teile des Romans innerhalb eines Jahres, während Gablés Romane normalerweise auf zeitlicher Ebene mehrere Jahrzehnte abdecken.

## Hintergrund
Rebecca Gablé schrieb den Roman von Mai 2007 bis November 2008. Bereits im Nachwort zu ihrem Roman Das zweite Königreich hatte Gablé geschrieben, dass „die seltsamen Begebenheiten [um Henrys] Regentschaft und was es mit dem Weißen Todesschiff auf sich hatte […] eine andere Geschichte [ist] und […] ein andermal erzählt werden“ soll. Eine Anregung für die Ausgangshandlung fand Gablé während eines Urlaubs auf Kreta, wo sie von ihrer Terrasse aus auf die vorgelagerte Insel Spinalonga blickte. Noch bis 1957 diente die dortige Festung als Leprastation. Eine weitere Inspiration für den Roman war ein Bericht des Journalisten Christoph Wiechmann im Stern. Er schrieb darin über eine Gruppe von 17 psychisch kranken und drogenabhängigen Männern, die sich auf der Flucht vor Hurrikan Katrina in einer Gruppe zusammenschlossen und gemeinsam die anschließende Odyssee überlebten, weil jeder für jeden so gut sorgte, wie er konnte.

## Ausgaben
- Rebecca Gablé: Hiobs Brüder. Hardcover. Ehrenwirth Verlag, Bergisch Gladbach 2009, ISBN 978-3-431-03791-3.
- Rebecca Gablé: Hiobs Brüder. Hörbuch, gelesen von Detlef Bierstedt. Bastei Lübbe, Bergisch Gladbach 2009, ISBN 978-3-785-74182-5.